# Leucauge wokamara
Leucauge wokamara är en spindelart som beskrevs av Embrik Strand 1911. Leucauge wokamara ingår i släktet Leucauge och familjen käkspindlar. Inga underarter finns listade i Catalogue of Life.